# 星毛珍珠梅
星毛珍珠梅（学名：Sorbaria sorbifolia var. stellipila）为蔷薇科珍珠梅属下的一个变种。

## 扩展阅读
- 維基物種上的相關：星毛珍珠梅